# Wiatrowskaz

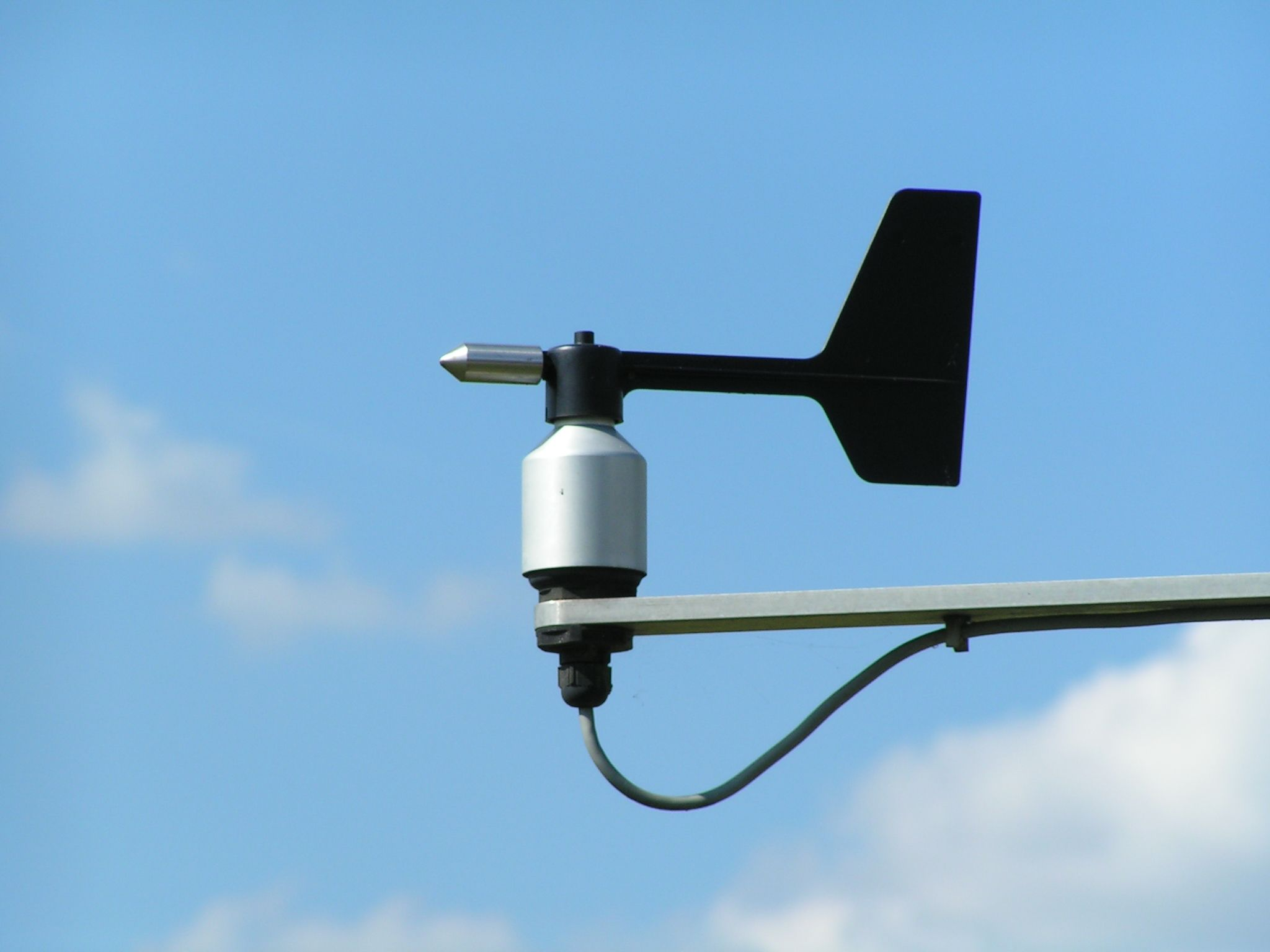
Wiatrowskaz meteorologiczny

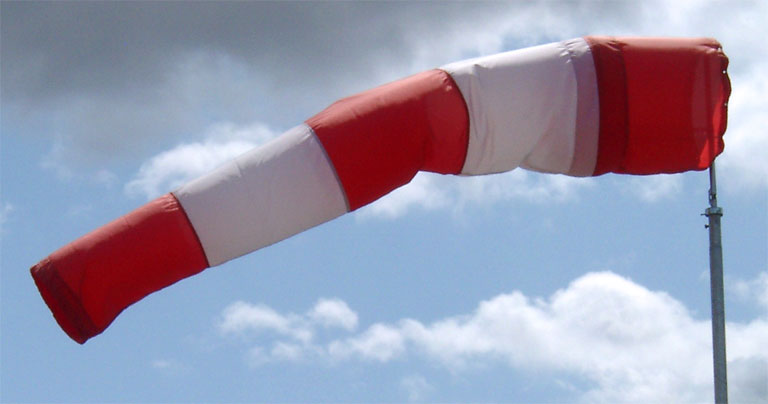
Wiatrowskaz na lotnisku

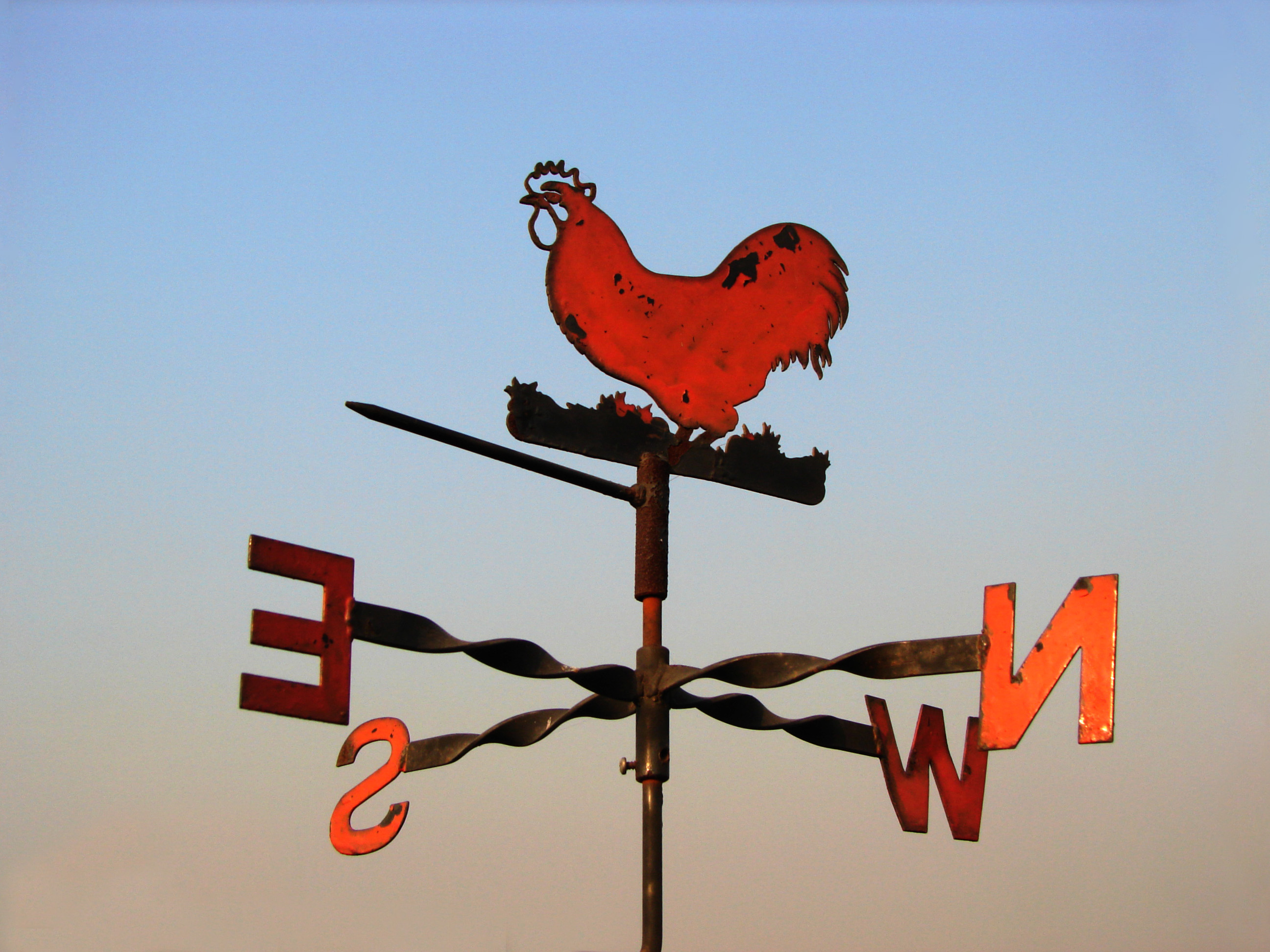
Wiatrowskaz na wieży

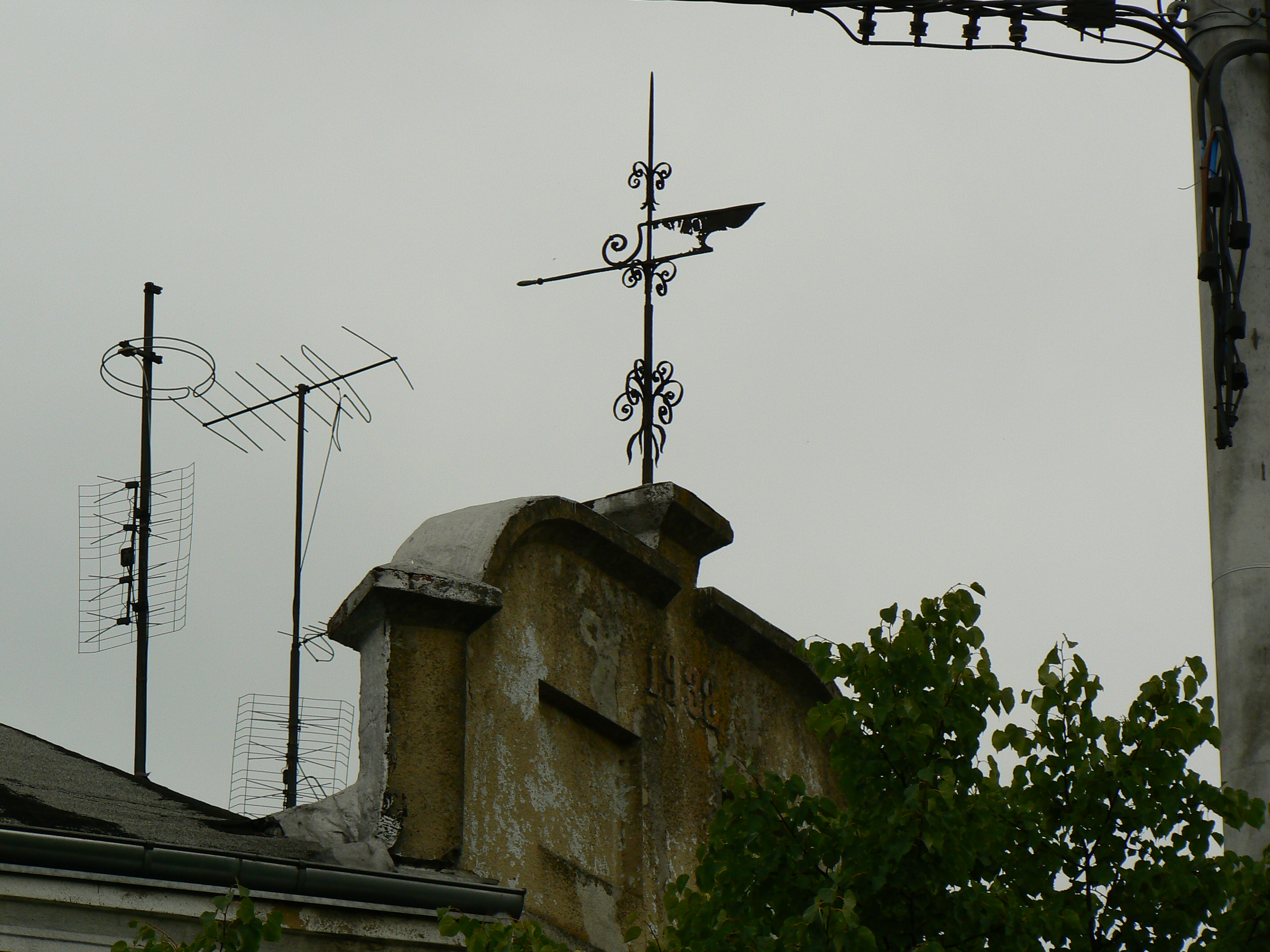
Stary wiatrowskaz na budynku z 1938 roku w Bełchatowie

Wiatrowskaz, anemoskop – proste mechaniczne urządzenie do wskazywania kierunku wiatru:
- w ogródkach meteorologicznych – w postaci masztu lub wysięgnika z metalową chorągiewką ustawioną w pionie;
- na lotniskach i przy obiektach przemysłowych – w postaci pasiastego rękawa długości 1,2-5,0 m założonego na obrotową obręcz na maszcie;
- na budowlach – dekoracyjny element architektoniczny, wykonany z blachy np. w kształcie koguta, chorągiewki, żaglówki lub lecącego ptaka, umieszczony na szczycie hełmu (wieży kościelnej lub ratuszowej) lub dachu budynku jako ruchoma chorągiewka obracająca się na wietrze[2];
- w przydomowych ogrodach – jako zabawka-samolot z wirującym na wietrze śmigłem.